# ليني لين
ليني لين (بالإنجليزية: Leni Lynn)‏ هي ممثلة أمريكية، ولدت في 3 مايو 1923 في الولايات المتحدة، وتوفيت بنفس المكان في 2010.

## وصلات خارجية
- ليني لين على موقع IMDb (الإنجليزية)
- ليني لين على موقع قاعدة بيانات الفيلم (الإنجليزية)